# Летище „Айндховен“
Летище „Айндховен“ (EIN/EHEH) е разположено на 7,6 км западно от град Айндховен, Нидерландия.
През 2018 година са обслужени 6,2 милиона пътници, с което се нарежда на 2-ро място в страната след Летище Схипхол, Амстердам. Летището е използвано, както за цивилни, така и за военни цели.

## История
Летището е открито на 10 септември 1932 година. Първоначално, то е било предназначено за военновъздушните сили на холандската държава поради нарастващите опасения за военен конфликт с Германия. Летището, което първо било наименувано Vliegveld Welschap, било завзето от немските военни сили по време на Битката за Нидерландия и преименувано на Fliegerhorst Eindhoven, повторно използвано, но от Германия. Аеродромът бил разширен и подобрен от немската държава, като били построени 3 павирани писти, няколко хангара и допълнителни постройки.
Летището било върнато на холандските военновъздушни сили през 1952 година.
През 1982 година, терминална постройка била изградена, базирана на дизайна на Лео де Бевер. С течение на времето все по-големи самолети били обслужвани за времето си – Fokker 50, Fokker 60, McDonnell Douglas KDC-10, Lockheed C-130 Hercules.
В настоящите години, летището продължава да се развива и уголемява. То е второто по големина в Нидерландия, като в него се побира и Tulip Inn Hotel. Пътническият терминал разполага с касети за багаж, офис за изгубени вещи, кабинет за смяна на пелени на бебета и много магазини. Има над 1500 свободни места за паркиране, както и бизнес център.

## Авиокомпании и дестинации
Информацията е актуална към февруари 2020 година. 
| Авиокомпания        | Град – Летище |
| ------------------- | --- |
| Lauda               | Виена |
| Pegasus Airlines    | Истанбул – Сабиха Гьокчен |
| Pobeda              | Москва – Внуково |
| Ryanair             | Аликанте, Атина, Болоня, Братислава, Бриндизи, Валенсия, Варшава Модлин, Дъблин, Единбург, Катания, Краков, Лисабон, Лондон Станстед, Мадрид, Малага, Манчестър, Маракеш, Марсилия, Милано Бергамо, Наполи, Палма де Майорка, Пиза, Порто, Прага, Рим Чампино, Севилия, Солун, София, Тревизо, Фаро, Фес, Хирона |
| Transavia           | Аликанте, Атина, Барселона, Валенсия, Гран Канария, Ибиса, Копенхаген, Краков, Ланцароте, Лисабон, Малага, Маракеш, Ница, Прага, Севилия, Стокхолм Арланда, Тел Авив, Тенерифе юг |
| TUI fly Belgium     | Надор, Ужда |
| TUI fly Netherlands | Гран Канария, Хургада, Шарм еш-Шейх |
| Wizz air            | Белград, Будапеща, Букурещ, Варна, Виена, Вилнюс, Варшава, Вроцлав, Гданск, Дебрецен, Катовице, Каунас, Клуж-Напока, Краков, Кутаиси, Люблин, Познан, Рига, Скопие, София, Тузла, Яш |

## Транспорт
Летище Айндховен е разположено непосредствено до магистрала А2, която предлага непосредствена връзка с холандските градове – Маастрихт, Амстердам и Утрехт.
Автобуси 400 и 401 правят връзка на гарата в Айндховен с летището.